# Центральная земная станция

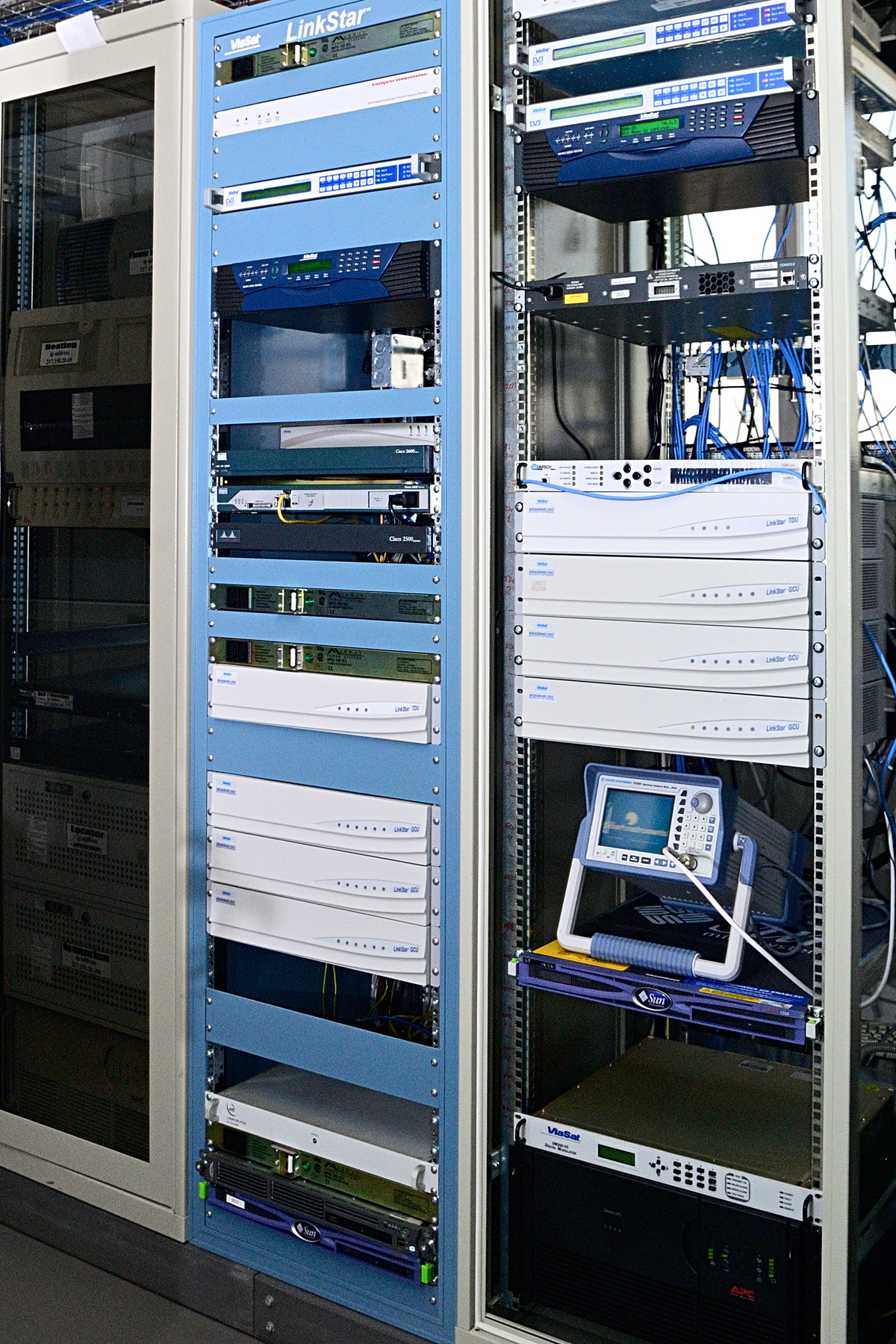
Хаб сети LinkStar.

Центральная земная станция (ЦЗС, также Центральная земная станция спутниковой сети, ЦЗССС или хаб) — специальный тип земной станции спутниковой связи, которая обслуживает другие, абонентские, станции и объединяет их в спутниковую сеть. ЦЗС работает одновременно центральным концентратором («хабом», от англ. hub, дословно — «ступица колеса, центр»), к которому через спутниковые каналы связи подключены все абонентские земные станции, шлюзом, связывающим абонентов спутниковой сети с наземными сетями, такими как Интернет или корпоративные сети, и центром управления всеми ресурсами спутниковой сети. Названия «хаб», «шлюз» (англ. Gateway) и «Центр управления сетью» (ЦУС, англ. Network Control Center, NCC) могут применяться как к отдельным функциям ЦЗС, так и к ЦЗС в целом. Для абонентских станций, работающих в сети ЦЗС, используются также названия «терминальная (оконечная) земная станция» (ТЗС), «малая земная станция» (МЗС), VSAT.
Центральные земные станции размещаются на телепортах, оборудованных средствами спутниковой связи и подключенных скоростными оптоволоконными каналами к наземным сетям. На одном телепорте может быть установлено несколько ЦЗС, работающих через один или несколько разных спутников связи, каждая из которых управляет своей спутниковой сетью.

## Спутниковые сети типа «звезда»
Первые спутниковые сети строились по принципу «точка-точка» (англ. SCPC, Single channel per carrier). Это решение хорошо подходит для постоянно и равномерно загруженных магистральных каналов, но имеет серьёзные недостатки при подключении многих удаленных точек к единому центру, например, отделений банка к центральному офису. Каждый такой канал постоянно закреплен за использующей его станцией, даже если информация в нём не передаётся, что приводит к неэффективному использованию дорогого спутникового ресурса. Кроме того, для подключения каждой точки требуется пара спутниковых модемов, один на точке, второй в центре. В большой сети управление центральным узлом, в котором установлено много модемов, и его обслуживание превращается в очень сложную задачу.
В 1980-е годы появились спутниковые сети, построенные по топологии «звезда» и созданные специально для подключения многих абонентов к центральному узлу. Основным их элементом стали центральные станции (хабы), а оконечными устройствами — малые спутниковые станции (VSAT). Главное преимущество таких сетей — возможность совместно использовать один канал многими абонентами и централизованно управлять распределением ресурса между ними. Поскольку все станции одновременно, как правило, не передают и не запрашивают информацию, то становится возможно обеспечить связь бо́льшему количеству станций в меньшем ресурсе и более эффективно его заполнять. Главный же недостаток — необходимость построения сложной центральной станции, подключающей все абонентские. Если создание сети на каналах «точка-точка» можно начать с пары модемов для подключения одной станции и постепенно наращивать их количество, пропорционально которому будет расти и стоимость сети, то для сети «звезда» нужно начинать с очень дорогой центральной станции и только потом подключать к ней дешёвые абонентские. Поэтому построение таких сетей имеет смысл, как правило, для подключения сразу десятка и более станций с перспективой дальнейшего роста. Максимальное количество терминальных станций, работающих в сети одной ЦЗС, зависит от её конфигурации, которая может наращиваться со временем, и доступного спутникового ресурса, и может достигать десятков тысяч.
Сети VSAT, управляемые центральными станциями — это самый распространённый на сегодня, после телевещания, тип спутниковой связи, они используются для одновременного доступа многих абонентов к Интернету и корпоративным сетям, организации видеоконференций и телефонной связи, резервирования наземных каналов, для централизованной рассылки информации. Стоимость современного абонентского терминала VSAT невелика и подключение к спутниковым сетям доступно не только корпоративным, но и частным пользователям. По оценке консалтингового агентства Nothern Sky Reseach, в 2019 году в таких сетях по всему миру работали более десяти тысяч центральных станций и около 7.5 миллионов абонентских.

## Назначение и возможности ЦЗС
ЦЗС является центральным шлюзом спутниковой сети, передающим трафик между абонентами и наземными сетями, а также управляет работой всей спутниковой сети, распределяя её ресурсы между абонентами. Информации в сети типа «звезда» передаётся только между ЦЗС и абонентами, обмен между двумя оконечными станциями возможен только через центральную и используется редко, так как вдвое увеличивает задержку передачи сигнала, и так достаточно большую в спутниковых сетях. Абонентская станция в каждый момент времени работает под управлением только одной ЦЗС и может обмениваться трафиком только с ней. Существуют также спутниковые сети топологии «мультизвезда» или dual-gateway, построенные как комбинация «звезды» с полносвязной топологией. В такой сети центральная станция, управляет как абонентскими, так и дополнительными шлюзовыми станциями, подключенными к узлам различных региональных наземных сетей, а абонентская станция может обмениваться трафиком одновременно и с региональным шлюзом, и с центральной станцией.
ЦЗС может работать в сети единственного владельца или заказчика, либо поддерживать в одном спутниковом ресурсе изолированные друг от друга виртуальные сети для одновременного оказания разных типов услуг на различных рынках, таких как доступ к Интернету на рынке B2C, предоставление транспортных каналов (англ. backhaul) сотовым операторам, подключение удаленных объектов и организацию резервных каналов на рынках B2B и B2G. При этом используются гибкие средства управления трафиком, позволяющие предоставить различным клиентам требуемое качество услуг в пределах пропускной способности всей сети. Возможно предоставление заказчику ограниченного доступа к управлению ЦЗС и выделение ему фиксированной части ресурса спутниковой сети, в этом случае он становится виртуальным оператором (аналогично виртуальному оператору в сотовой связи), которой сам подключает оконечные станции и управляет их работой и распределением выделенного ему ресурса между ними. Это позволяет существенно снизить «цену входного билета» при развёртывании собственной спутниковой сети, так как вместо строительства собственных ЦЗС и самостоятельной аренды спутникового ресурса можно арендовать ресурсы уже работающих на рынке сетей.
В HTS-сетях Ka-диапазона изначально предполагалось, что вся их ёмкость может заполнена только Интернет-пользователями, подключаемыми через партнёров одного главного оператора (англ. HNO), управляющего всеми ресурсами сети, и действующих как виртуальные операторы (англ. VNO). Оказание других услуг, кроме доступа в Интернет, не предусматривалось. Однако, впоследствии этот подход себя не оправдал и началась модернизация центральных станций HTS-сетей для возможности одновременного подключения к корпоративным сетям и оказания главным оператором и его партнёрами услуг и в сегменте B2B.

## Принципы работы ЦЗС
Центральная станция спутниковой сети передаёт широковещательный прямой канал, принимаемый всеми абонентами сети, и принимает обратные каналы от абонентов. В современных спутниковых сетях для передачи прямого канала используются те же открытые стандарты DVB-S2/DVB-S2X, что и в сетях спутникового вещания, но инкапсуляцию данных в прямом канале и адресацию трафика отдельным станциям производители реализуют по разному, поэтому оконечная станция одного производителя может принять сигнал, передаваемый хабом другого, но часто не может извлечь из него передаваемые данные. Единого стандарта для организации обратных каналов также не существует, описывающий их открытый стандарт DVB-RCS/DVB-RCS2 является фактически набором рекомендаций, принятым далеко не всеми производителями и по разному ими реализуемым. В результате оборудование одного производителя, как правило, не может работать в спутниковой сети другого.
ЦЗС управляет совместным использованием обратных каналов, выделяя каждому абоненту по его запросу часть общего ресурса с помощью частотного (FDMA) или временного (TDMA) разделения. Современные сети используют режим MF-TDMA, позволяющий разделять передачу от абонентских станций как во времени, так и по частоте и максимально оптимизировать использование спутникового ресурса. Для отдельных станций сети могут быть организованы постоянно или временно закреплённые за ними обратные каналы «точка-точка», что обеспечивает гарантированное качество связи и минимально возможные задержки, но приводит к неэффективному расходу ресурса сети.

## Место ЦЗС в спутниковой сети

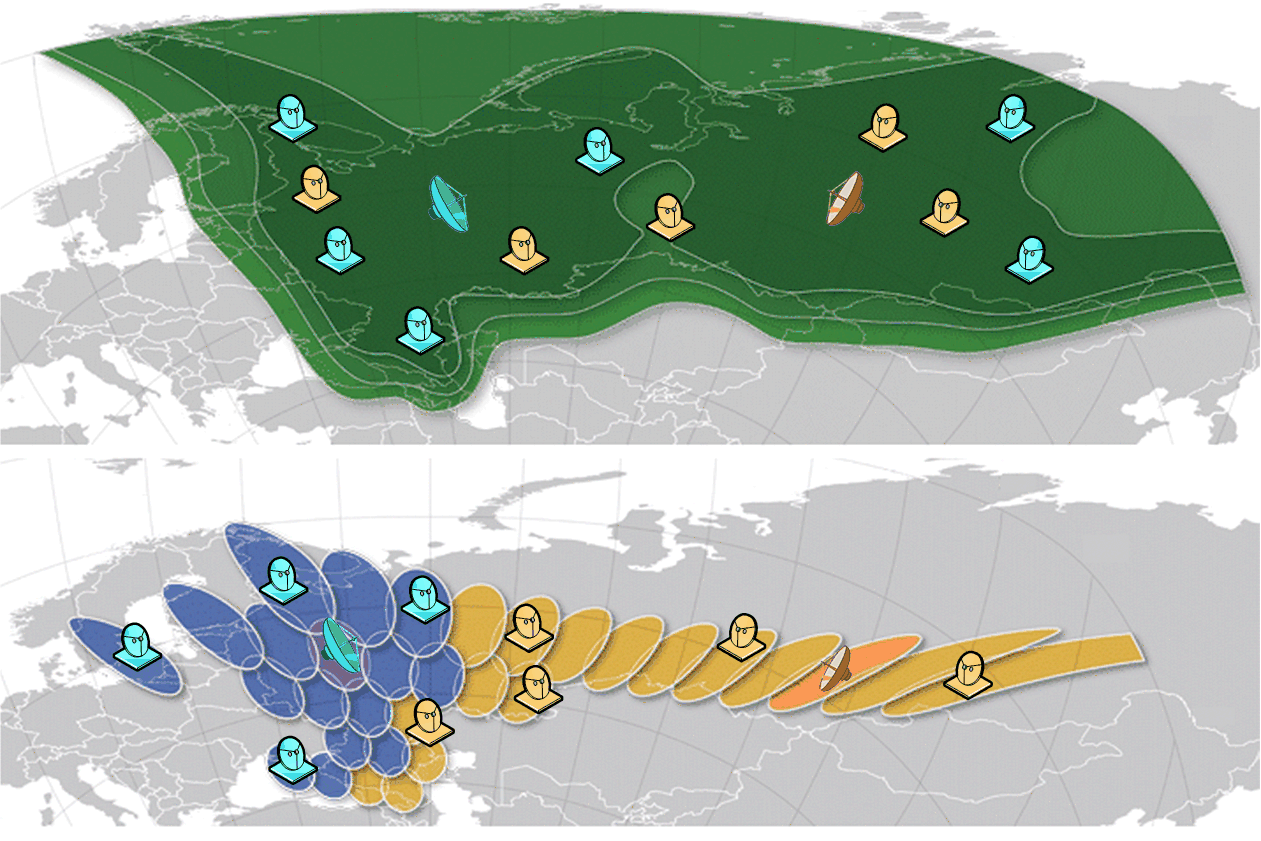
«Традиционный» спутник: ЦЗС и их ТЗС могут находиться в любом месте зоны покрытия.
HTS: ЦЗС могут находиться только в фидерных лучах, их ТЗС — только в их абонентских лучах.

В традиционных сетях спутниковой связи, использующих геостационарные спутники с непрерывными зонами покрытия шириной в сотни и тысячи километров, ЦЗС может находиться в любой точке такой зоны и обслуживает находящиеся в этой же зоне абонентские станции. Географический размер сети, управляемой одной ЦЗС, может быть любым в пределах зоны покрытия, а количество таких сетей в одной зоне ограничено только их суммарной пропускной способностью и частотно-энергетическим ресурсом спутника.
Зона покрытия геостационарных спутников высокой пропускной способности (англ. HTS, high-throughput satellite) формируется набором сравнительно узких лучей — множеством абонентских, по 300—400 километров в поперечнике каждый, в которых располагаются абонентские станции, и несколькими центральными или фидерными, шириной по 150—200 километров, объединяющими трафик абонентских (покрытие абонентских и фидерных может пересекаться, так как в них используются разные частоты). Центральные станции HTS-сетей размещаются в зоне фидерных лучей, то есть места возможного расположения ЦЗС определяются уже при выборе зон покрытия спутника, на этапе его проектирования. ЦЗС (хаб) в каждом фидерном луче является фактически комплексом из нескольких однотипных хабов, подключенных к общей антенной системе, каждый из которых обслуживает станции в своём абонентском луче. Для объединения всех абонентов во всей зоне покрытия HTS-спутника в единую сеть ЦЗС в разных фидерных лучах связываются скоростными наземными каналами.
В перспективных низкоорбитальных системах спутниковой связи, таких как Starlink и OneWeb, зона покрытия образуется из узких лучей многих спутников, которые непрерывно перемещаются. Для работы же абонента необходимо, чтобы в зоне видимости того спутника, через который он работает в данный момент, находился как минимум один шлюз в наземные сети (Интернет). Поэтому для поддержки сети на большой территории требуется установка нескольких связанных друг с другом шлюзов, каждый из которых оснащается несколькими антеннами для работы с несколькими спутниками в зоне видимости одновременно. Управление же станциями происходит из единого центра управления сетью (ЦУС), также связанного со шлюзами наземными каналами связи. Таким образом, в низкоорбитальных системах функции ЦЗС распределяются между ЦУС и всеми шлюзовыми станциями.

## Состав центральной земной станции

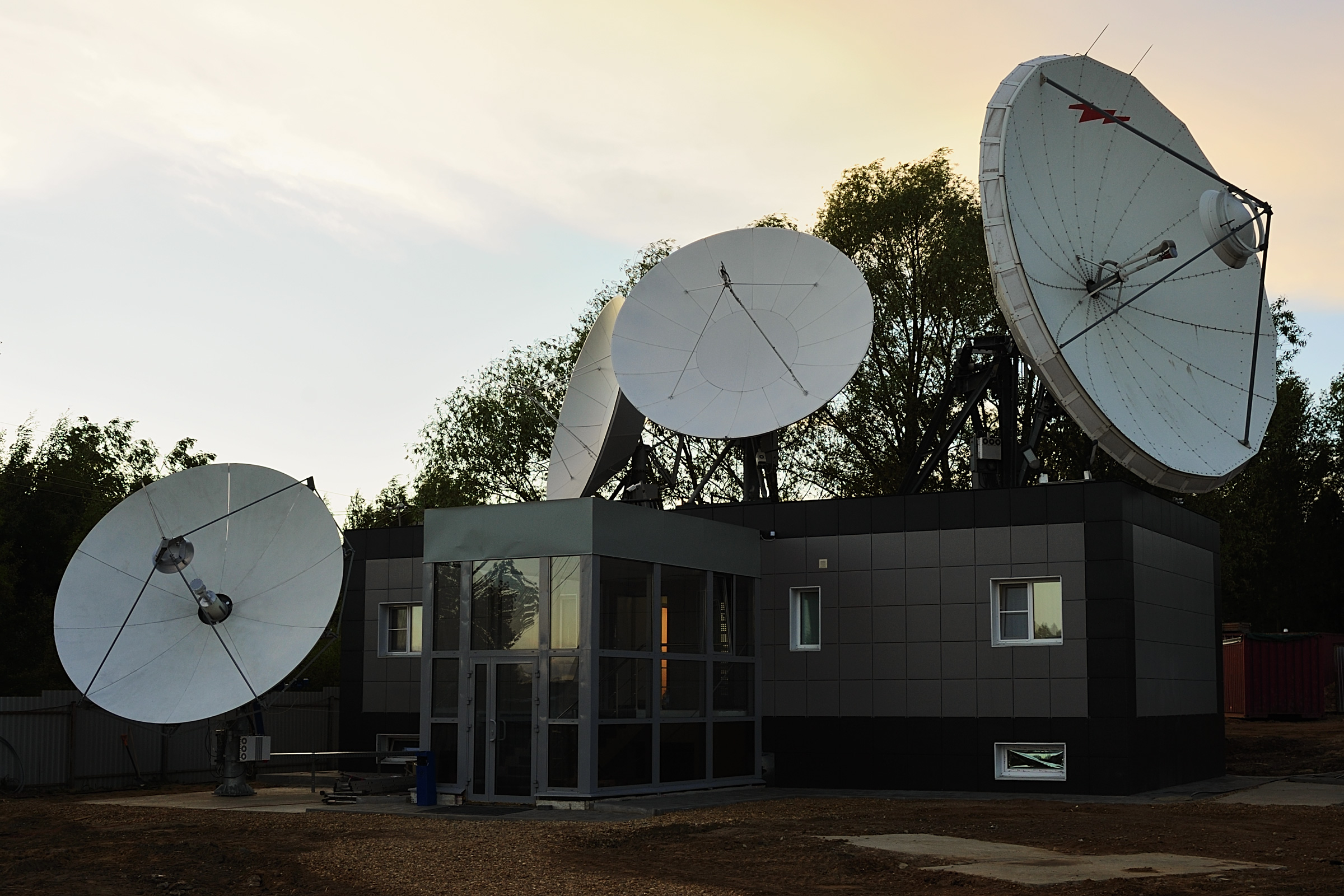
Телепорт оператора спутниковой сети.

В состав ЦЗС входят следующие типы оборудования:
- Радиочастотное, обеспечивающее связь между спутником и ЦЗС по радиоканалу.
- Каналообразующее, принимающее и передающее данные по спутниковым каналам связи и управляющее выделением ресурсов спутниковой сети для абонентских станций.
- Управляющее и измерительное, обеспечивающее контроль и управление спутниковой сетью в целом, а также управление отдельными устройствами в составе ЦЗС.
- Средства сопряжения с наземными сетями передачи данных.

По способу размещения оборудование ЦЗС делится на устанавливаемые вне помещений антенные посты, включающие собственно антенну с приёмными и передающими усилителями, и размещаемое в серверных внутреннее. Один или несколько антенных постов со средствами управления ими и подключенные к каналам наземной связи серверные, где размещается остальное оборудование ЦЗС, вместе образуют телепорт. Владелец ЦЗС может построить свой телепорт или использовать для её размещения уже существующий.

### Радиочастотное оборудование

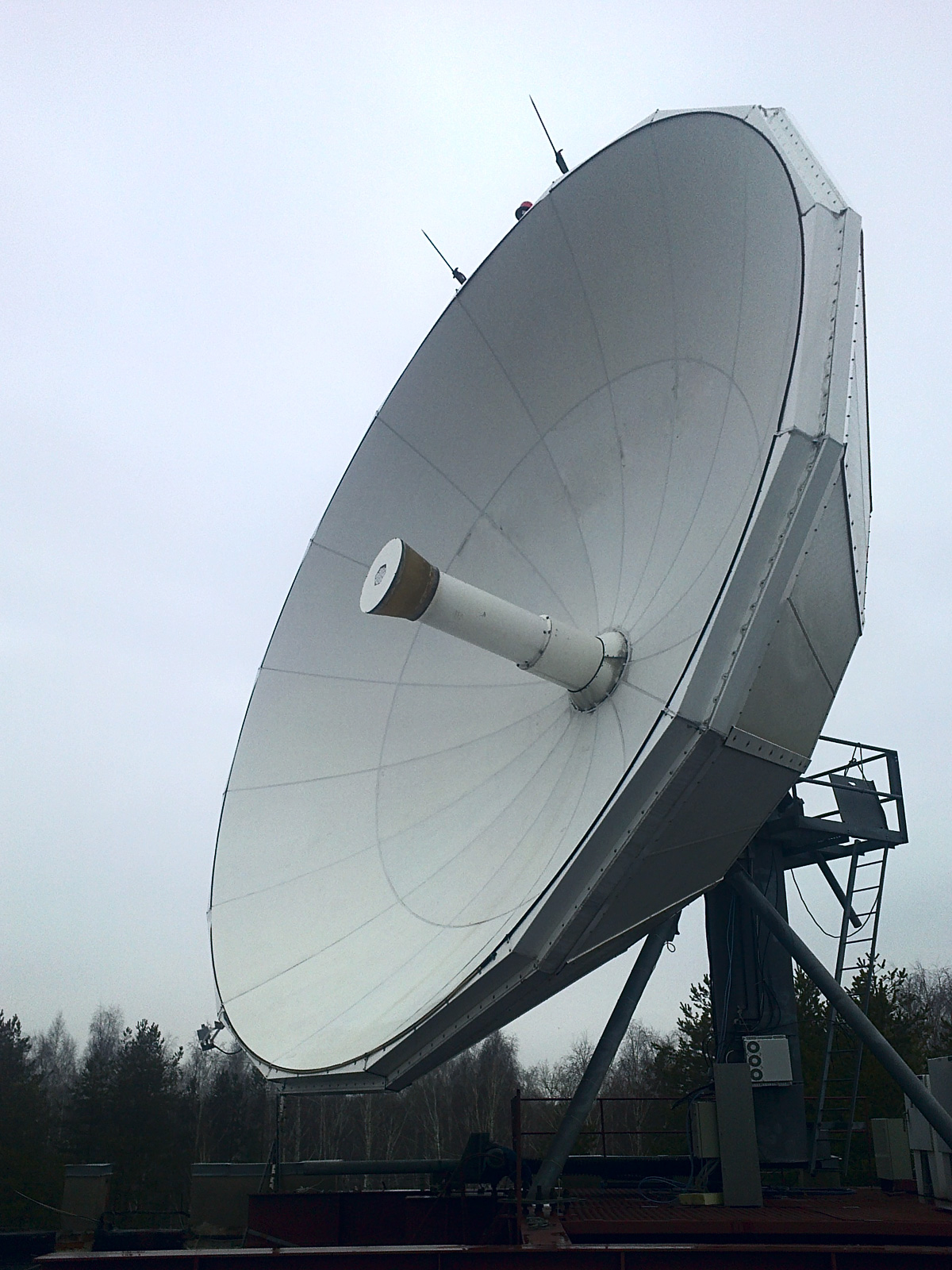
Антенна ЦЗС с установленным на её опоре передающим усилителем.

Пропускная способность спутниковой сети зависит в первую очередь от характеристик спутника связи и от усиления антенны и мощности передающего усилителя (BUC) центральной станции. Поэтому на ЦЗС, работающих с геостационарными спутниками, обычно применяются передатчики с выходной мощностью в сотни Ватт и зеркальные антенны диаметром от 5 до 9 метров, хотя ЦЗС небольших сетей, особенно работающих через современные спутники с высокой энергетикой, могут быть построены и на антеннах меньшего размера. В низкоорбитальных системах сигнал между земной станцией и спутником проходит существенно меньшее расстояние, чем до ГСО, и подвергается меньшему ослаблению, поэтому на их шлюзовых станциях могут использоваться антенны диаметром до 1,5—2 метров, оснащенные приводами для непрерывного сопровождения спутника.
На антенне устанавливаются малошумящие приёмные усилители-конвертеры (LNB), рядом с антенной — передающие усилители (BUC), подключенные волноводами. Приёмные и передающие усилители обычно резервируются. Антенна оснащается также средствами наведения для постоянного удержания спутника в максимуме её диаграммы направленности и, при необходимости, системой антиобледенения. Сигнал между антенным постом и серверной передается по коаксиальным кабелям или, в случае большого удаления, по волоконно-оптическим линиям.
В серверной радиочастотные линии от антенного поста подключаются к делителям/сумматорам сигнала и через них на входы и выходы устройств, входящих в состав каналообразующего оборудования ЦЗС. К одному антенному посту может быть подключено несколько комплектов каналообразующего оборудования (хабов), в том числе разных типов, работающих в разных поляризациях или разных частотных интервалах одного диапазона на одном спутнике.
В состав ЦЗС входят также анализаторы спектра для контроля принимаемых со спутника сигналов и средства управления радиочастотной частью — резервированием приёмных и передающих усилителей, автоматического управления мощностью сигнала (Uplink Power Control) в зависимости от погодных условий, наведением антенны и сопровождением ею спутника.

### Каналообразующее оборудование

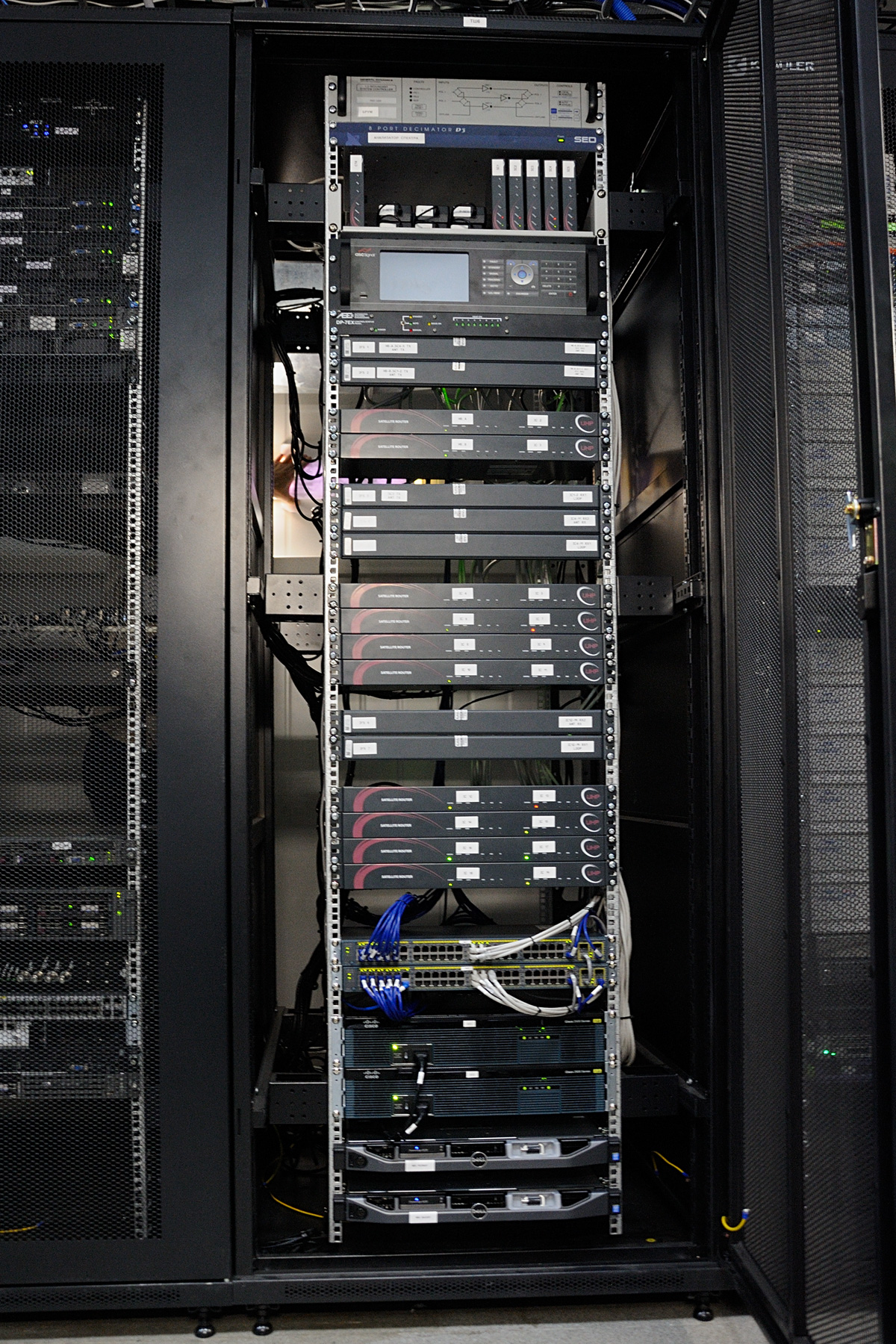
Центральная станция сети Eastar.

В состав каналообразующего оборудования ЦЗС (хаба) входят:
- Источник синхронизации, задающий единое время для всей сети.
- Планировщик обратных каналов, формирующий частотно-временные планы передачи для абонентских станций на основе запросов станций, назначенных им классов обслуживания и текущей загрузки сети[35].
- Демодуляторы обратных каналов, принимающие сигналы от абонентских станций и декапсулирующие (восстанавливающие) переданные ими данных.
- Инкапсулятор, упаковывающий в протокол прямого канала управляющую информацию для абонентских станций и трафик данных, организуя его в соответствии с назначенными классами обслуживания[35].
- Модулятор прямого канала, осуществляющий кодовую защиту передаваемых данных и формирующий сигнал для передачи.

Каждая из этих функций может выполняться отдельным устройством в составе ЦЗС, либо несколько функций (например, инкапсулятор и модулятор, несколько демодуляторов обратных каналов) могут объединяться в одном блоке. Существуют решения, реализующие все функции ЦЗС на единственном универсальном устройстве, с последующим расширением ёмкости и возможностей сети путем добавления однотипных блоков. Для обеспечения бесперебойной работы компоненты ЦЗС резервируются. Для применений, требующих максимальной надёжности, может применяться географическое резервирование, с переключением между двумя удаленными друг от друга ЦЗС в случае, если работа одной из них становится невозможной из-за погодных или иных условий.

### Система управления
Система управления спутниковой сетью (англ. NMS, Network Management System) позволяет распределять пропускную способность прямого и обратных каналов между абонентскими станциями, контролировать параметры и трафик отдельных абонентских станций, ЦЗС и сети в целом, настраивать параметры ЦЗС и отдельных абонентских станций. Система управления автоматически выдает предупреждения при выходе параметров сети и отдельных станций за заданные границы и ведёт архивы исторических данных, что позволяет не только выявлять причины проблем, возникающих при работе сети, но и предсказывать их появление в будущем и заблаговременно предупреждать. Система управления может быть как неотъемлемой частью ЦЗС, без которой работа невозможна, так и отдельным приложением, без которого сеть будет продолжать работу в последней сохранённой конфигурации. Одна NMS может управлять как одной, так и сразу несколькими ЦЗС одного оператора и, при необходимости, переключать абонентские станции между разными ЦЗС при смене ими местоположения и/или изменении требований к оказываемым услугам. Доступ виртуальных операторов к спутниковой сети также осуществляется с помощью системы управления.

### Подключение к наземным сетям
Современные системы VSAT имеют на выходе порты Ethernet и могут работать с внешними сетями по протоколу IP или, если требуется, в режиме сетевого моста. В большинстве случаев это позволяет обеспечить работу всех требуемых для абонентов сервисов. Если же для предоставления услуг требуется подключение ЦЗС непосредственно к телефонным сетям или другим, отличным от Ethernet, интерфейсам каналов связи, то в состав ЦЗС вводятся дополнительные шлюзы. ЦЗС подключается к внешним сетям передачи данных через скоростные каналы связи, обычно резервированные. Возможно подключение к нескольким наземным сетям одновременно c использованием MPLS или иных VPN-технологий, для одновременного предоставления услуг различным заказчикам.